# Abraham van den Kerckhoven
Abraham van den Kerckhoven (1618-1701) là nhà soạn nhạc, nghệ sĩ organ người Bỉ. Năm 1633, ông là nghệ sĩ organ tại Nhà thờ thánh Catherine ở Brussels, kế tiếp vị trí mà Peeter Cornet để lại. Vào năm 1648, ông lại là nghệ sĩ organ thính phòng cho Archduke Leopold Wilhelm của Áo, kế tiếp vị trí mà Johann Kaspar Kerll để lại, rồi là nghệ sĩ organ cung đình vào năm 1659.

## Cuộc đời
Ngày sinh của ông không rõ, gia đình của ông sống ở Brussels vào cuối thế kỷ 16 bao gồm nhiều nghệ sĩ, ca sĩ phục vụ tại nhà nguyện hoàng gia và nhà thờ địa phương. Từ khoảng năm 1632 Abraham đã làm việc tại Brussels như nghệ sĩ organ thứ hai tại nhà thờ Saint Catherine (Sint-Katharinakerk hoặc Sint-Katerijnekerk), Kerckhoven giữ chức vụ trong gần 70 năm, cho đến khi ông qua đời vào cuối năm 1701.

## Sự nghiệp
Hầu hết các tác phẩm của ông đã được tìm thấy vào năm 1905 trong một khối lượng viết tay của mảnh organ năm 1741. Các dạng tác phẩm còn tồn tại cho đến ngày nay là fantasia, fugue, prelude, mass.
Âm nhạc của ông chịu ảnh hưởng bởi phong cách của Ý và Pháp; fugue và fantasia là gợi nhớ về Johann Jakob Froberger.